# Phragmanthera capitata
Phragmanthera capitata är en tvåhjärtbladig växtart som först beskrevs av Spreng., och fick sitt nu gällande namn av Simone Balle. Phragmanthera capitata ingår i släktet Phragmanthera och familjen Loranthaceae. Inga underarter finns listade i Catalogue of Life.